# Peridea antennalis
Peridea antennalis är en fjärilsart som beskrevs av Felix Bryk 1950. Peridea antennalis ingår i släktet Peridea och familjen tandspinnare. Inga underarter finns listade i Catalogue of Life.